# فرديناندو ترزي
فرديناندو ترزي (بالإيطالية: Ferdinando Terruzzi)‏ مواليد 17 فبراير 1924 في سستو سان جوفاني، إيطاليا - الوفاة 9 أبريل 2014، كان دراج إيطالي في صنف سباق الدراجات على المضمار. سبق أن شارك في دورة الألعاب الأولمبية الصيفية وفاز بميدالية أولمبية.

## الميداليات
| الميدالية | المسابقة                       |
| --------- | ------------------------------ |
| ذهبية     | الألعاب الأولمبية الصيفية 1948 |

## روابط خارجية
- فرديناندو ترزي على موقع IMDb (الإنجليزية)

- فرديناندو ترزي على موقع أرشيف الدراجات (الإنجليزية)
- فرديناندو ترزي على موقع إحصائيات الدراجات الإحترافية (الإنجليزية)
- فرديناندو ترزي على موقع CycleBase (الإنجليزية)
- فرديناندو ترزي على موقع اللجنة الأولمبية الدولية (الإنجليزية)
- فرديناندو ترزي على موقع أوليمبيديا (الإنجليزية)
- فرديناندو ترزي على موقع اللجنة الأولمبية الإيطالية (الإيطالية)